# Borsonia ochracea
Borsonia ochracea é uma espécie de gastrópode do gênero Borsonia, pertencente a família Borsoniidae.